# Секгома II
Секгома II (англ. Sekgoma II; 1869 — 17 ноября 1925) — вождь племени Бамангвато.

## Биография
Сын вождя Кхамы III. Возглавил свой народ в 1923 году после смерти отца, но его правление не было долгим, поскольку 17 ноября 1925 года Секгома скончался. Его сын, Серетсе Кхама, был ещё слишком молод и правителем-регентом стал младший брат Секгомы — Тшекеди Кхама.
В дальнейшем Серетсе Кхама стал первым президентом независимой Ботсваны. Президентом также был его сын (внук Секгомы) — Ян Кхама, правивший с 2008 по 2018 год.